# Размагничивание
Размагничивание (англ. degaussing) — процесс уменьшения намагниченности материала.

## Способы
Основной способ размагничивания заключается в воздействии на магнитные материалы переменным магнитным полем с уменьшающейся амплитудой. В качестве источника переменного магнитного поля обычно используют электромагнит. Уменьшение амплитуды магнитного поля, действующего на объект размагничивания, можно обеспечить уменьшением амплитуды тока в электромагните, либо, в более простых случаях, увеличением расстояния между электромагнитом и размагничиваемым объектом.
Поскольку магнитные свойства материалов исчезают при нагреве выше определённой температуры, то на производстве в особых случаях размагничивание проводят с помощью температурной обработки (см. Точка Кюри).

## Применения

### Устройства с электронными лучевыми трубками (ЭЛТ)

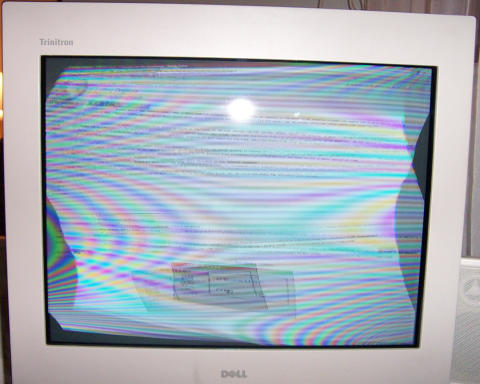
Процесс размагничивания на ЭЛТ мониторе

В устройствах с электронной лучевой трубкой, таких как телевизор или монитор, зачастую реализована встроенная аппаратная функция устранения намагниченности теневой маски, рамы и других металлических деталей трубки. Размагничивание обычно предусмотрено только на устройствах с многоцветным люминофором, так как, в отличие от монохромных ЭЛТ (у которых намагничивание вызывает незначительное геометрическое искажение), при нескольких цветах люминофора незначительное отклонение потока электронов приводит к засвечиванию люминофора, соответствующего другому цвету, и приводит к появлению очень заметных цветовых искажений (пятен, смещения цветов).
Система размагничивания ЭЛТ базируется на электромагните и представляет собой толстый жгут (петлю), проложенный по периметру маски (снаружи ЭЛТ) и подключённый к низкочастотному генератору и конденсаторам большой ёмкости. Конденсаторы накапливают заряд, который разряжается через генератор на жгут, вызывая переменное магнитное поле, изменяющее остаточную намагниченность металлических элементов. За счёт затухания и переменного намагничивания остаточная намагниченность элементов становится меньше критической (вызывающей цветовые искажения).
Многие устройства с ЭЛТ выполняют автоматическое размагничивание сразу после включения питания (пока прогревается катод).

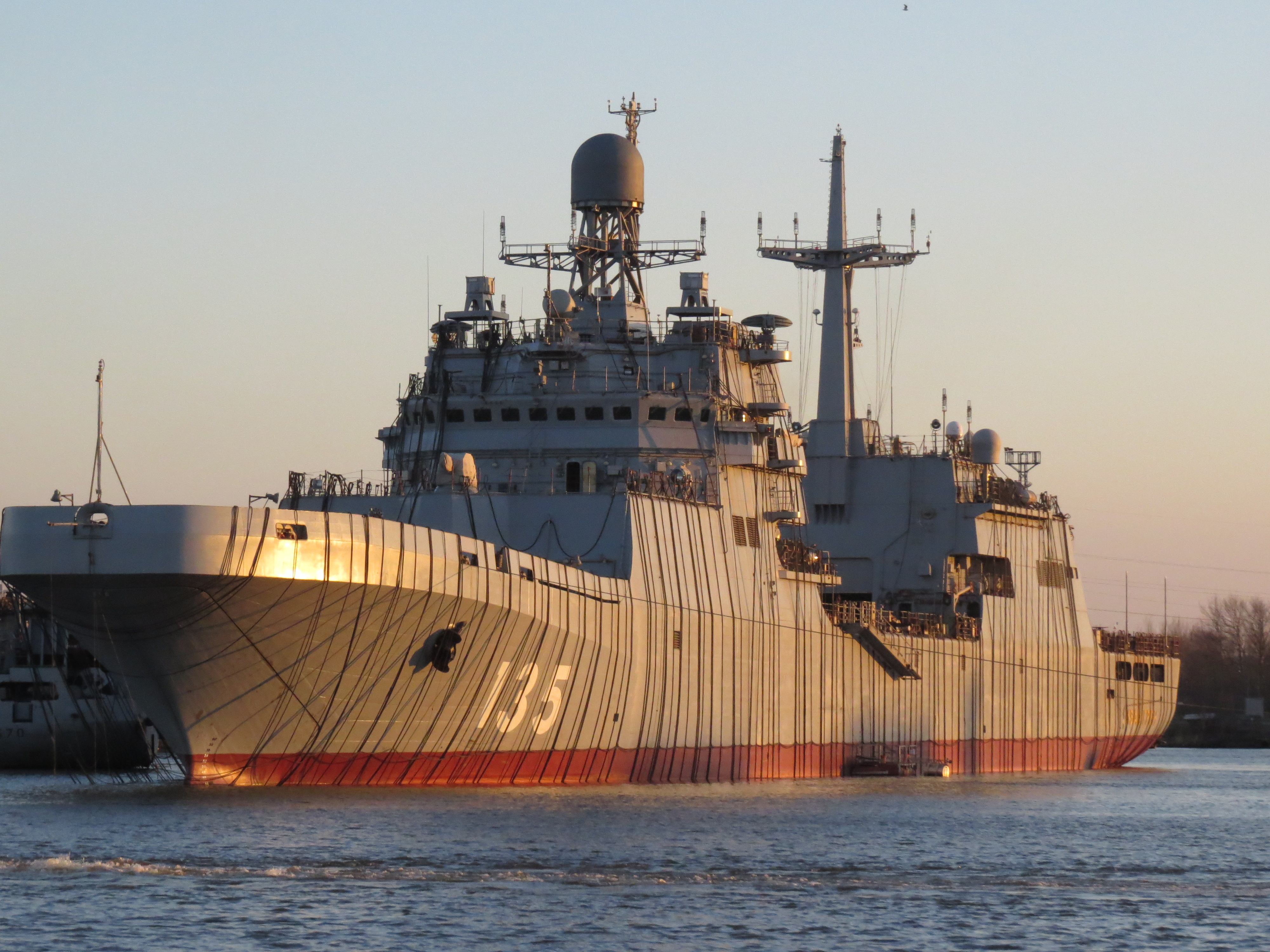
Размагничивание БДК «Иван Грен»

### Элементы электромагнитов
Электромагниты применяются для электронных замков, реле, герконов. В этих устройствах детали, которые задумывались разработчиком как магнитомягкие, то есть не имеющие собственной магнитной индукции при отсутствии тока в катушке, могут намагнититься и привести устройство в нерабочее состояние.

### Инструменты и приспособления
При работе с технологическими приспособлениями и инструментами необходимо, чтобы обрабатываемый материал, заготовка, деталь или изделие не перемещалось вслед за движущимися устройствами. Особенно это актуально для ручной работы. Например, во многих случаях неудобно пользоваться намагниченными отвёрткой, пинцетом.

### В мореплавании
Размагничивание корабля на гражданских судах применяется для снижения девиации магнитного компаса, а в военном деле — для снижения вероятности подрыва на минах с магнитным или индукционным взрывателем.